# 大库里泡
大库里泡是一个位于中国吉林省前郭尔罗斯蒙古族自治县的湖泊，面积约为14平方千米，平均水深约为4米。